# Bärndorf (Gemeinde Rottenmann)
Bärndorf ist eine Ortschaft und Katastralgemeinde der Stadt Rottenmann in der Steiermark, 11 km von der Rottenmanner Altstadt entfernt.

## Geschichte
Das früheste Schriftzeugnis ist von 1150 und lautet „Perndorf“. Der Name geht auf den althochdeutschen Personennamen Bero zurück.
Bis 1974 bildete Bärndorf eine eigene Gemeinde, bestehend aus den Katastralgemeinden Bärndorf und Büschendorf. 1845 zählte sie 56 Häuser und 295 Einwohner; 1860 waren es 385 Einwohner. 1943 wurden Teile des Gemeindegebiets an Rottenmann abgetreten. 1955 wurden Bärndorf, Singsdorf und Edlach zur Gemeinde Palten vereint, die 1974 an Rottenmann angeschlossen wurde.

## Politik
Ortsvorsteher ist Josef Horn.